# Memória estendida

Memória convencional e estendida num IBM PC compatível com UCP 286 ou 386 (obs.: extendida em espanhol é estendida).

Memória estendida (XMS) refere-se à memória acima do primeiro  megabyte de espaço de endereçamento num IBM PC com uma UCP 80286 ou posterior.

## Características
A memória estendida está disponível somente em PCs baseados no Intel 80286 ou mais avançados. Somente estes chips podem endereçar mais  de 1 MiB de RAM. Os antigos microprocessadores 8086/8088 podiam  fazer uso de mais de 1 MiB de RAM através do uso de hardware especial  para fazer com que partes selecionadas da memória adicional aparecessem como  endereços abaixo de 1 MiB, mas isto não constitui memória estendida  segundo a definição deste verbete.
Num PC 286 ou melhor, equipado com mais de 640 KiB de RAM, a memória  adicional geralmente seria remapeada acima do limite de 1 MiB, visto que a  arquitetura do IBM PC determina que haja um  "buraco" de 384 KiB entre os 640 KiB e o limite de 1 MiB. Deste modo,  toda a memória adicional estaria disponível para programas sendo executados  em modo protegido. 
A memória estendida está disponível em modo real unicamente  através de EMS, UMB, XMS ou  HMA; somente aplicativos executando em modo  protegido podem usar a memória estendida diretamente. Neste caso, a memória  estendida é fornecida por um SO que supervisione o  modo protegido, tal como o Microsoft Windows. O processador torna esta  memória disponível através da tabela do descritor global (GDT) e de uma  ou mais LDTs. A memória é "protegida" no  sentido de que os segmentos de memória designam um descritor local que não  pode ser acessada por outro programa porque este programa usa uma LDT  diferente e um segmento de memória designado por um descritor local pode ter  seus direitos de acesso restritos, o que normalmente acarretava uma GPF  em caso de violação. Isto evita que programas sendo executados em modo  protegido interfiram com o espaço de memória uns dos outros.
Um sistema operacional em modo protegido tal como o Windows também pode  executar programas em modo real e providenciar memória expandida para  eles. A DPMI é o método prescrito pela  Microsoft para que um programa MS-DOS acesse a memória estendida em um  ambiente multitarefa.

## Especificação de Memória Estendida
A Especificação de Memória Estendida (Extended Memory Specification,  ou XMS, em inglês) é a especificação que descreve o  uso da memória estendida do IBM PC em modo real para armazenamento de  dados (mas não para executar programas nela). A memória é disponibilizada por  um software gerenciador (XMM) tal como o HIMEM.SYS. As funções  XMM estão disponíveis através da interrupção 2Fh. XMS não deve ser confundida  com outra especificação semelhante, a EMS (memória expandida).